# Etherpad

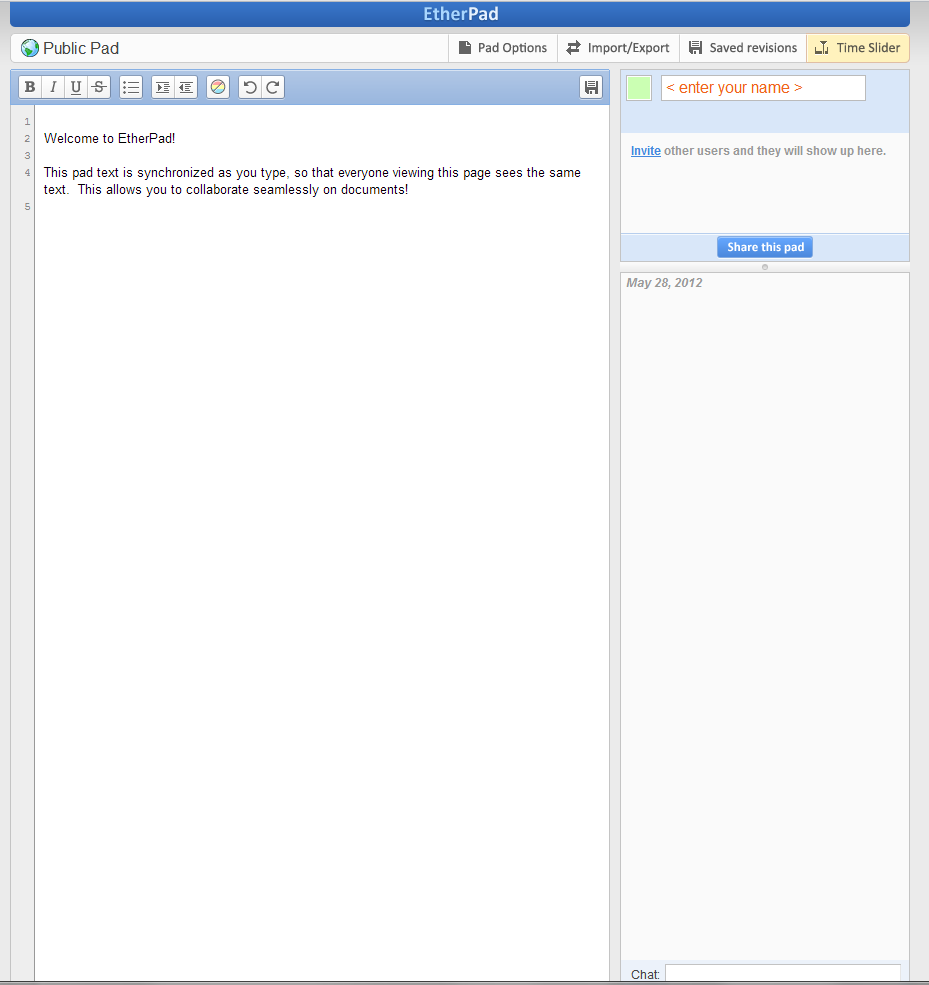

Etherpad (voorheen EtherPad) is een webapplicatie waarin de auteurs tegelijkertijd het tekstdocument bewerken en alle deelnemers in real-time de bewerkingen van alle andere deelnemers zien, met de mogelijkheid om de tekst van iedere auteur in een eigen kleur te laten tonen. Ook is er een chatbox in de zijbalk om meta-communicatie mogelijk te maken.
In november 2008 werd Etherpad voor het eerst uitgebracht. In december 2009 werd de software overgenomen door Google die de software later die maand vrijgaf als open source. Verschillende diensten maken gebruik van de Etherpad-software, waaronder PiratePad, PrimaryPad, TypeWith.me, Sync.in, en iEtherpad.com. De verdere ontwikkeling wordt gecoördineerd door de Etherpad Foundation.

## Functies en implementatie
Iedereen kan een nieuw gezamenlijk document creëren dat bekendstaat als een pad. Elk pad heeft zijn eigen URL, en iedereen die deze URL weet kan het pad bewerken en deelnemen aan de bijbehorende chat. Met een wachtwoord beveiligde pads zijn ook mogelijk. Elke deelnemer wordt geïdentificeerd met een kleur en een naam.
De software slaat automatisch het document op met regelmatige, korte tussenpozen, maar de deelnemers kunnen specifieke versies (checkpoints) permanent op elk moment opslaan. Met de time slider kan iedereen de geschiedenis van het pad verkennen. Het document kan worden gedownload in platte tekst-, HTML-, Microsoft Word- of PDF-formaat.
Geautomatiseerde opmaak van JavaScript-code werd kort na de lancering beschikbaar gesteld.
Etherpad zelf wordt uitgevoerd in JavaScript, boven op het AppJet-platform, waarbij de realtimefunctionaliteit bereikt wordt door middel van Comet-streaming. Op het moment van de lancering was Etherpad de eerste webapplicatie van zijn soort waarmee real-time gewerkt kon worden, een prestatie die tot dan toe alleen mogelijk was voor desktoptoepassingen als SubEthaEdit (voor Mac), Gobby of MoonEdit (beide multiplatform). Bestaande gezamenlijke webeditors konden op dat moment alleen near-real-time prestaties bereiken.

## Lancering
Etherpad werd op 19 november 2008 gelanceerd door David Greenspan, Aaron Iba en J.D. Zamfirescu (de laatste twee zijn voormalig Google medewerkers). Later kwamen voormalige Google medewerker Daniel Clemens en ontwerper David Cole bij het Etherpad-project. De oorspronkelijke website was etherpad.com.
Etherpad werd op 21 november 2008 besproken door Slashdot, wat resulteerde in een serververtraging en downtime van de server. Dit bracht de ontwikkelaars ertoe om de tool tijdelijk terug te brengen naar gesloten beta, waarbij het niet werd toegestaan nieuwe pads te creëren (maar wel het verstrekken van volledige en onbeperkte toegang tot de bestaande pads) terwijl de server-infrastructuur werd verbeterd. Nadat het herschrijven van de software was afgerond, ging de nieuwe versie live op 29 januari 2009, en op 3 februari werd de site weer geopend voor iedereen.

## Aankoop
Toen Google Wave werd aangekondigd, schreef het Etherpad-team op hun blog een vergelijking van de twee platforms en stelde dat de minimalistische en doelgerichte Etherpad-interface een voordeel kan zijn in sommige gevallen. Op 4 december 2009 kondigde Etherpad op haar blog aan dat het was overgenomen door Google voor de integratie in Google Wave. Bestaande Etherpad-gebruikers kregen een uitnodiging voor Google Wave. Op 31 maart 2010 kondigde Etherpad aan dat de creatie van nieuwe pads zou worden toegestaan tot 14 april (creatie van nieuwe paden was echter nog steeds toegestaan op 18 april) en bestaande pads zouden nog benaderd en gebruikt kunnen worden tot 14 mei. Mogelijkheden om pads te downloaden en exporteren waren beschikbaar. De Etherpad-service werd op 14 mei beëindigd.

## Opensource
Google gaf de broncode voor Etherpad op 17 december 2009 vrij onder de Apache-licentie versie 2.0. Vervolgens verzocht Google de Etherpad-codebeheerders om JSMin te verwijderen uit de code als gevolg van een clausule in de licentie waarin staat: "De software zal worden gebruikt voor het goede, niet het kwade," en dat is dubbelzinnig en niet compatibel met de open source-licentie.
Na de release van de software als opensource, hebben een aantal mensen Etherpad-servers opgezet als klonen van de oorspronkelijke website. Al snel nadien werd er door gebruikers en programmeurs van Etherpad, na een eerste ontmoeting in het chatkanaal #etherpad op freenode, de Etherpad Foundation opgericht om verdere ontwikkeling te coördineren. Hun website houdt een lijst bij van een groeiend aantal websites die de Etherpad-software draaien.